# منشأة كساب
قرية منشاة كساب هي إحدى القرى التابعة لمركز أهناسيا في محافظة بني سويف في جمهورية مصر العربية. حسب إحصاءات سنة 2006، بلغ إجمالي السكان في منشاة كساب 6504 نسمة، منهم 3193 رجل و3311 امرأة.